# Brasilionata
Brasilionata és un gènere d'aranyes araneomorfes de la família dels família dels mismènids (Mysmenidae). Fou descrit per primera vegada l'any 1995 per Wunderlich.
Segons el World Spider Catalog amb data de desembre de 2018, Brasilionata arborense (Wunderlich, 1995) és l'única espècie del gènere Brasilionata. Només dos espècimens han estat identificats: un el 1995 i un altre el 2015.